# Yongfeng (socken i Kina, Shandong)
Yongfeng (kinesiska: 永丰, 永丰街道) är en socken i Kina. Den ligger i provinsen Shandong, i den östra delen av landet, omkring 160 kilometer sydväst om provinshuvudstaden Jinan. Antalet invånare är 92 118. Befolkningen består av 44 754 kvinnor och 47 364 män. Barn under 15 år utgör 17,0 %, vuxna 15-64 år 73 %, och äldre över 65 år 8,0 %.
Genomsnittlig årsnederbörd är 685 millimeter. Den regnigaste månaden är juli, med i genomsnitt 197 mm nederbörd, och den torraste är januari, med 3 mm nederbörd.